# Церква Введення в храм Пресвятої Богородиці (Тарнавка)
Церква Введення в храм Пресвятої Богородиці в Тарнавці — парафія і храм греко-католицької громади Пробіжнянського деканату Бучацької єпархії Української греко-католицької церкви в селі Тарнавка Чортківського району Тернопільської области.

## Історія церква
У період з 1895 по 1903 рік парафіяни села Тарнавка, за підтримки одного римо-католика, збудували власний храм. У 1938 році його розписали.
З 1946 по 1991 рік парафія перебувала в підпорядкуванні РПЦ. У 1968–1988 роках храм був зачинений державною владою, а після його відкриття у 1988 році парафія знову належала до РПЦ. У цьому ж році на церковному подвір’ї встановили хрест на честь 1000-ліття хрещення Русі-України. У 1989 році для храму придбали новий іконостас.
У 1991 році парафія повернулася в лоно УГКЦ. У 1995 році на подвір’ї встановили хрест на честь 100-річчя початку будівництва храму. Столітній ювілей церкви відзначили у 2003 році. У 2009 році на подвір'ї з'явилася фігура Матері Божої.
У храмі зберігається запристольна ікона, датована 1903 роком, а також бічні престоли з образами Благовіщення та святої великомучениці Варвари.
При парафії діють:
- Братство «Апостольство молитви».
- Братство «Матері Божої Неустанної Помочі».
- Спільнота «Матері в молитві».
- Марійська дружина.

## Парохи
- о. Луцький
- о. Демушка
- о. Вознюк
- о. Шлапак
- о. Степан Кричківський
- о. Роман Гончарик
- о. Микола Романець
- о. Ігор Федоришин